# Philips (Breda)
Philips-Breda was de Bredase vestiging van de hoofdindustriegroep Electro-Acoustiek (ELA) van Philips.

## Geschiedenis
Deze activiteit startte in 1963 in Eindhoven met de productie van onder meer microfoons, luidsprekers en bioscoopprojectoren. In 1970 verhuisde de vestiging naar Breda. Hier werd o.a. gebruikgemaakt van de grootste dode kamer van Nederland. Geleidelijk aan werd de aandacht verschoven naar de ontwikkeling en productie van televisiecamera's en professioneel geluid. Omstreeks 1970 werkten er ongeveer 1000 mensen in deze vestiging.
In 1986 kwam er een joint venture tot stand tussen dit Philipsbedrijf en Bosch Video. Deze kreeg de naam Broadcast Television Systems (BTS). In 1992 kwam de activiteit geheel in handen van Philips en in 1995 werd de naam veranderd in Philips Broadcast.
Dit bedrijf werd in 2001 overgenomen door Thomson Multimedia SA. Het werd geïntegreerd in Technicolor. In 2002 werd de naam gewijzigd in Thomson Broadcast and Media Solutions (TMBS). Dit nu werd, met enkele andere bedrijven, in 2004 geïntegreerd in het Amerikaanse bedrijf GrassValley. 
Het bedrijf is nog steeds in Breda aanwezig onder de naam GrassValley Nederland BV. Eind februari 2015 is het bedrijf verhuisd van het voormalig Philips gebouw naar Bergschot 69, Breda. 
Bosch nam eind 2002 de professionele geluidstak, die toen Philips CSI heette, over (thans Bosch Security Systems). In Breda werden PA geluidssystemen, congressystemen en pagingsystemen ontwikkeld en geproduceerd. Eerst werd de productie gefaseerd verplaatst naar Portugal, Duitsland en China, eind 2009 werd de productiefaciliteit gesloten. De paging activiteit werd in 2010 verkocht (thans ATUS b.v.) en het ontwikkelcentrum voor PA en congres werd in 2012 verplaatst naar Strijp-S in Eindhoven.